# Matteo Medves
Matteo Medves (né le 20 juin 1994 à Monfalcone) est un judoka italien.
Il remporte la médaille d'argent dans la catégorie des moins de 66 kg lors des Championnats d'Europe 2018 et aux Jeux européens de 2019.